# Nobuteru Taniguchi

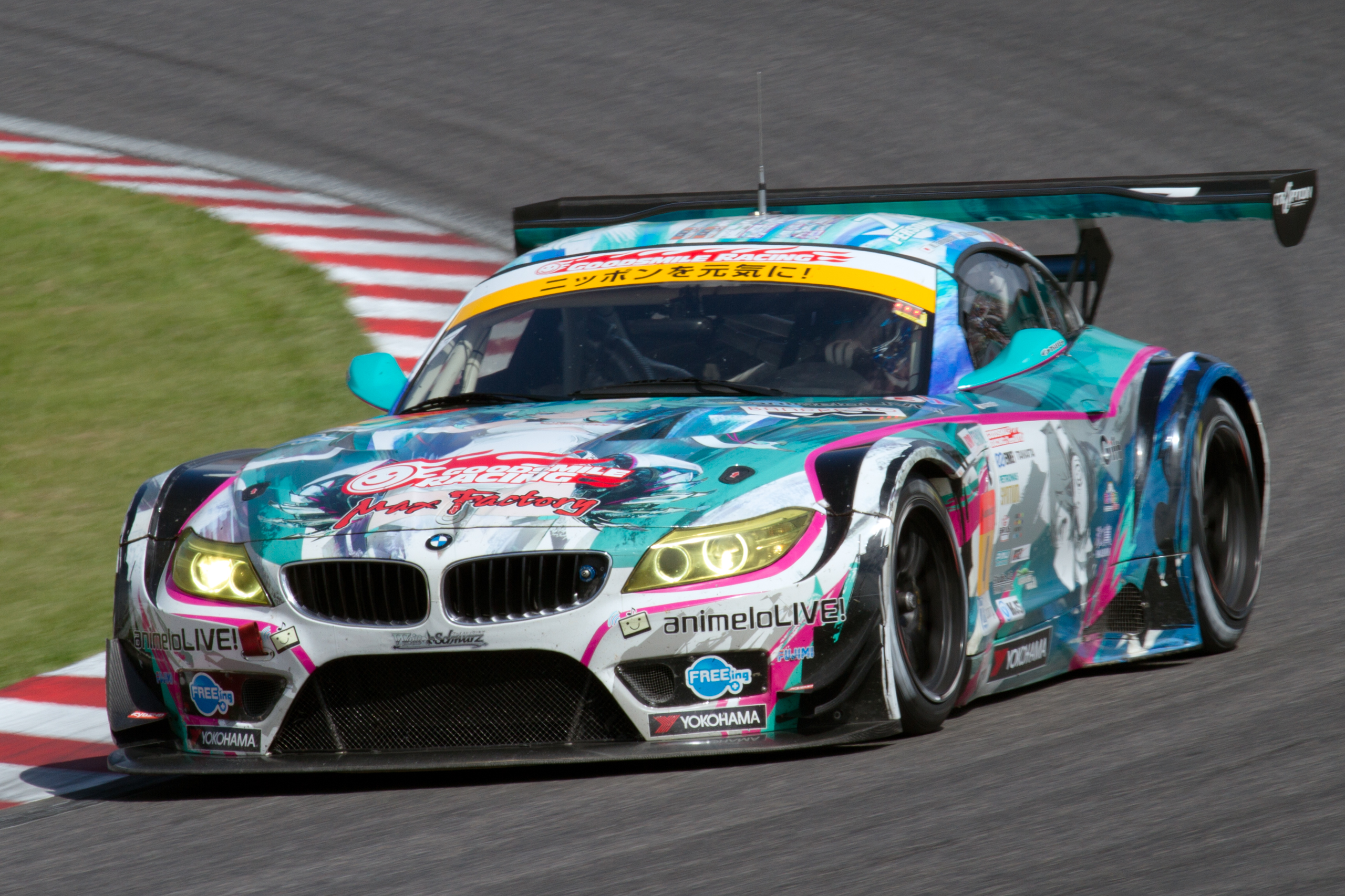
Nobuteru Taniguchi im BMW Z4 GT3 beim 1000-km-Rennen von Suzuka 2014

Nobuteru Taniguchi (jap. 谷口 信輝, Taniguchi Nobuteru; * 8. Mai 1971 in der Präfektur Hiroshima) ist ein japanischer Autorennfahrer.

## Karriere

### Driftrennen
Nobuteru Taniguchi begann seine Rennkarriere auf Minibikes und wechselte Ende der 1990er-Jahre zum in Japan sehr populären Driftsport. Sein erster Rennwagen war ein gebrauchter Toyota AE86, gefolgt von einem Celica. Die Gründung der Driftserie D1 Grand Prix 2001 ging maßgeblich auf den Rennfahrer Keiichi Tsuchiya zurück. Taniguchi war 2001 der erste Gesamtsieger dieser Rennserie. 2002, hinter Katsuhiro Ueo, und 2004, diesmal hinter Ryuji Miki, erreichte er den zweiten Platz in der Endwertung.

### GT- und Sportwagenrennen
Ab 2002 startete er in der Super GT, der japanischen GT-Meisterschaft und bei Langstreckenrennen in seinem Heimatland. Ein erster Erfolg war der dritte Gesamtrang beim 1000-km-Rennen von Suzuka 2002, den er gemeinsam mit Jérémie Dufour und Manabu Orido im Toyota Supra JZA80 einfuhr. In der Super GT fuhr er in der GT-300-Klasse, die er nach einem zweiten Gesamtplatz 2009, 2011 und 2014 als Gesamtsieger beendete.
2017 kam er erstmals als Fahrer nach Europa, um am 24-Stunden-Rennen von Spa-Francorchamps teilzunehmen. Mit seinen Partnern Tatsuya Kataoka und Kamui Kobayashi steuerte er einen Mercedes-AMG GT3, der nach einem Motorschaden ausfiel. Die zweite Teilnahme 2019 endete erneut mit einem Defekt am Einsatzfahrzeug.